# バタフライ効果
バタフライ効果（バタフライこうか、英: butterfly effect）は、力学系の状態にわずかな変化を与えると、そのわずかな変化が無かった場合とは、その後の系の状態が大きく異なってしまうという現象。カオス理論で扱うカオス運動の予測困難性、初期値鋭敏性を意味する標語的、寓意的な表現である。
気象学者のエドワード・ローレンツによる、「蝶がはばたく程度の非常に小さな撹乱でも遠くの場所の気象に影響を与えるか?」という問い掛けと、もしそれが正しければ、観測誤差を無くすことができない限り、正確な長期予測は根本的に困難になる、という数値予報の研究から出てきた提言に由来する。

## 意味

ローレンツ方程式における初期値鋭敏性（バタフライ効果）の例。横軸は時間、縦軸はある変数の変化を示す。水色は初期値 1.001、紫は 1.0001、朱色は 1.00001 で、最初のころはほとんど同じ動きだが、ある程度時間が過ぎたところで全く違った動きになる。

自然現象は、時間の経過に従ってその状態を変える。ニュートン力学では、そのような自然現象の変化の法則、すなわち物体の運動の法則を発見し、将来の状態を予測する方法を確立させていった。このニュートン力学に代表されるように、ある状態の次の状態が確定した法則に従って一意に決まるという考え方は、決定論という呼び方で知られている。量子力学の登場によりミクロのスケールでは運動の状態は確率的に決定されることが明らかとなったが、日常的に目にするようなマクロのスケールでは、多くの現象がニュートン力学に従っている。このような決定論的・ニュートン力学的法則に基づく物理法則から将来の状態を予測するには、その系の初期状態（初期値）が先ず必要となる。思考実験の1つであるラプラスの悪魔は、完全無欠な初期状態を得て、そこから過去と未来の全ての正確な状態を予測するが、現実には完全に正確な初期状態を知ることはできない。そのような場合においても、自然科学の研究では、真の初期状態との違いがわずかであれば最終状態においてもわずかな違いしか生まれないだろうと、しばし仮定されてきた。しかしカオスという現象の発見により、決定論的・ニュートン力学的法則に従うような系でも確率論的にランダムかのような振る舞いを起こし、なおかつ、初期値のわずかな差が将来の状態に無視できない大きな差を発生させる現象があることが明らかになった。
ニュートン力学のように、時間経過とともにその状態が変化し、その変化の法則が決定論のような一定法則で与えられ、初期状態が決まればその後の状態も一意に決定されるようなシステム、あるいは、そのようなシステムを扱う数学分野を力学系と呼ぶ。この分野では、ある系において、初期状態に存在する差が時間経過に従って指数関数的増加を起こし、無視できないほど大きな差を生むとき、その系は初期値鋭敏性を有するという。バタフライ効果とは、この初期値鋭敏性の寓意的な言い換えである。初期値鋭敏性は、カオス理論でカオスと呼ばれる現象の特徴、あるいは定義の一部である。大気運動などは非線形な力学系方程式に従い、なおかつ初期値鋭敏性を有すると考えられている。初期値鋭敏性すなわちバタフライ効果を有するかは、リアプノフ指数が正の値を取るかなどで定量評価される。
実在する自然現象に対して力学系の計算モデルを構築して将来の状態を予測するには初期値をモデルに与える必要がある。しかし、実際の予測では予測対象物の観測によって初期値を得るが、この際の観測誤差を無くすことはできない。一方、予測のための計算モデルが初期値鋭敏性を有する場合、初期値のどんなに小さな差も指数関数的に増大し得る。したがって、計算モデルから将来の状態を予測しようとしても、短期間の内ならばある程度の精度で予測可能でも長期間後の状態の予測は近似的にも不可能となる。このような性質は長期予測不能性 や予測不可能性 などとも呼ばれる。このような初期値鋭敏性の帰結である長期予測不能性の存在も、バタフライ効果が意味するものである。

## 表現の由来
バタフライ効果（英語: butterfly effect）という表現は、気象学者のエドワード・ローレンツが1972年にアメリカ科学振興協会で行った講演のタイトル Predictability: Does the Flap of a Butterfly's Wings in Brazil Set Off a Tornado in Texas?（予測可能性：ブラジルの1匹の蝶の羽ばたきはテキサスで竜巻を引き起こすか？） に由来すると考えられている。ローレンツによると、ローレンツ自身は初期値鋭敏性の象徴として元々はカモメを使っていたが、この学会の主催者で気象学者のフィリップ・メリリースが蝶に変更したことで、この講演タイトルとなった。蝶の方が儚げで弱そうなものに見えるので、大きなものを生み出し得る小さなものの象徴に最適と判断したのだろうと、ローレンツはこの変更理由を推測している。
バタフライ効果という言葉が一般的に引用されるとき、ローレンツの講演タイトルのような形で説明を付けることが多いが、説明に出てくる地名と発生する現象には様々な違いが見られる。ベストセラーとなった1987年のジェイムズ・グリックの著書 "Chaos: Making a New Science"（邦題：カオス―新しい科学をつくる）では、「今日の北京で1匹の蝶が空気をかき混ぜれば、翌月のニューヨークの嵐が一変する」という形で説明されており、元の講演タイトルと比較すると「ブラジル」が「北京」に、「テキサス」が「ニューヨーク」に変わっている。ポピュラーカルチャーでの例としては、1990年の映画『ハバナ』でロバート・レッドフォード演じる主人公が「1匹の蝶が中国ではばたけば、カリブでハリケーンを起こす」というセリフをレナ・オリン演じるヒロインに話すシーンがあり、「ブラジル」が「中国」に、「テキサス」が「カリブ」に、「嵐」が「ハリケーン」に変わっている。
一方、上記の講演からではなく、ローレンツがこの講演以前に研究・発表した、ローレンツ方程式と呼ばれる次の3元連立非線形常微分方程式が生み出すストレンジアトラクターの形状に由来するという考えもある。
{\displaystyle {\frac {dx}{dt}}=-px+py}
{\displaystyle {\frac {dy}{dt}}=-xz+rx-y}
{\displaystyle {\frac {dz}{dt}}=xy-bz}
式中の x、y、z が変数で、p、r、b が定数である。ここで、ローレンツ方程式のパラメータを、p = 10、r = 28、b = 8/3 として与えて数値計算で軌道を計算すると、ストレンジアトラクタと呼ばれる3次元の解軌道が描かれる。これらのパラメータにより生み出されるストレンジアトラクタは、ローレンツの名を冠してローレンツ・アトラクタと呼ばれ、その軌道はちょうど蝶が羽を開いたような形をしている。このため、バタフライ効果の語源となったかは不明だが、このストレンジアトラクタのことはローレンツ・バタフライとも呼ばれる。ローレンツ自身もどちらが語源であったかは確証していないが、ストレンジアトラクタの形状に由来する可能性について「私が話を交わした大勢の人たちは、バタフライ効果という名がこのアトラクタにちなんでつけられたものと思っていた。あるいはそういうことだったかもしれない」と述べている。

## 歴史
今日の「バタフライ効果」が意味する初期値鋭敏性や予測不可能性の存在についての学術的な議論は、ローレンツ以前にも、アンリ・ポアンカレなどにより行われてきた。また、デュラン・キセイン(Dylan Kissane)は、ブレーズ・パスカルが『パンセ』に記述した「クレオパトラの鼻が低かったら、大地の全表面は変わっていただろう」という格言も同じような発想に基づいたものと評している。カオス理論の全体的な発展の歴史については、カオス理論#研究史を参照のこと。以下では、ローレンツの研究を中心に「バタフライ効果」という用語が広まるまでの経緯を説明する。
1961年にエドワード・ローレンツが計算機上で数値予報プログラムを実行していた時のこと、最初ローレンツはある入力値を「0.506127」とした上で天気予測プログラムを実行し、予想される天気のパターンを得た。このときのコンピュータのアウトプットは、スペースの節約から、入力値が四捨五入された「0.506」までしか打ち出されないものであった。ローレンツは、もう一度同じ計算をさせるため、特に気に留めずに、打ち出された方の値「0.506」を入力して計算を開始させた。計算が終えるまでコーヒーを飲みに行き、しばらく後に戻って2度目の計算結果を見てみると、予測される天気のパターンは一回目の計算とまったく異なったものになっていた。ローレンツはコンピュータが壊れたと最初は考えたが、データを調べていく内に入力値のわずかな差によるものだと気づいた。この結果から、もし本物の大気もこの計算モデルのような振る舞いを起こすものならば、大気の状態値の観測誤差などが存在する限り気象の長期予想は不可能になることを思い付き、初期値鋭敏性と長期予測不能性のアイデアを持つようになる。
上記の計算結果は12変数の方程式の数値予報モデルにより得られたものだったが、さらに変数を減らした単純なモデルでも、初期値鋭敏性とそれを強く関連すると考えられる非周期性の解が有するものがあるかについて、ローレンツは研究を続けた。ある日、気象学者のバリー・ザルツマンに、非周期性の解を示す7変数方程式からなる大気循環モデルによる研究を紹介され、ローレンツは、このモデルを3変数まで減らしても同様な非周期性を示す可能性に気づく。ザルツマンに自身の考えを伝えた上で3変数でのモデルの研究を進め、このモデルから単純な方程式の系でも初期値鋭敏性、非周期性を例証できることを確信すると、成果をまとめ、1963年に論文 Deterministic Nonperiodic Flow（決定論的な非周期な流れ）をアメリカ気象学会へ投稿した。この論文中で示された3変数モデルは、前述で説明した、今日ではローレンツ方程式と呼ばれるものである。この研究成果は初めはほとんど注目もなかったが、その後の1970年代後半に起きるカオス理論の隆盛とともに再評価され、現在は最初期におけるカオス発見の1つに数えられている。同じ1963年に出された予測可能性に関する別の論文では、論文の結びで
「理論が正しければ、1羽のカモメの1回のはばたきは気象現象の将来を永遠に変えるに十分となることを、一人の気象学者は述べた。論議はまだ決着していないが、近年の多くの証拠はカモメの方を支持しているように思われる」
と述べており、後の講演タイトルに類似した表現も既に存在する。
アイデアをもっと広めるべきだという同僚の説得もあり、ローレンツは1972年にアメリカ科学振興協会で、名称の由来となったとされる前述の講演を行う。カモメから蝶へ変わった理由は#表現の由来で説明した通りである。さらに、カオス理論を一般大衆向けにも広めた、前述の1987年のグリックのベストセラーの中でも「バタフライ効果」という名前の1つの章が割り当てられ、ローレンツの業績と「バタフライ効果」という用語が世に広まっていった。

## 気象予報における例
バタフライ効果の語源となったとされる講演で、「ブラジルの1匹の蝶の羽ばたきがテキサスで竜巻を引き起こす」という現象が本当に起こるかどうかについての直接の答えは、ローレンツ自身も示していない。講演の最後に
「大気の不安定性について我々は確信を深めつつあるが、最初の問い掛けには、あともう数年は答えないままにしておくしかないだろう。」
と述べた上で、
「一方、今日の天気予報の誤りを、気象パターンの微小な構造のせいにするようなことはできない。もっと大まかな構造ですら不完全にしか観測できないこと、関連する物理的原理について未だに不完全な知識しか持ち合わせていないこと、それらの原理を人間やコンピュータが予報に使うために定式化の際にどうしても近似が必要になること、これらが予報の誤りの主原因である。これらの欠陥を完全に取り除くことはできないが、観測システムの拡張や研究の強化によって大幅な改善はできるだろう。」
と、バタフライ効果の有る無しの結論以前に予報精度向上のためにすべき点に触れて、ローレンツは講演を締めくくっている。
問い掛け自体への否定的な回答の例としては、科学ジャーナリストのブライアン・クレッグは、著書 "Dice World: Science and Life in a Random Universe"（邦題：世界はデタラメ―ランダム宇宙の科学と生活）で、蝶のはばたきの影響は小さ過ぎて実際のところ減衰してしまうだろうと考えられる点、竜巻は局所的な気象配置が支配的である点などを根拠にして、バタフライ効果の基本的な考え方は正当としつつも、「ローレンツの質問への答えはノーである。」と述べている。ローレンツも講演中で、否定的な材料として、ブラジルとテキサスでは地球の半球位置が違うため大気の性質が相当異なっているので影響は赤道を越えられない可能性や、乱流状態の大気中では影響は広がるが穏やかな大気中では影響は広がらない可能性などを挙げている。

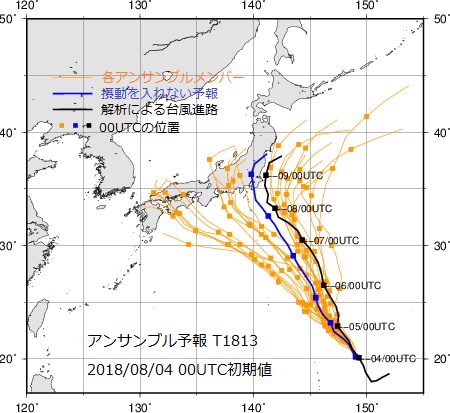
日本の気象庁による台風進路のアンサンブル予報の例。2018年8月4日9時を初期値とした台風第13号の5日予報。だいだい色の線が初期値をわずかに変えて計算した進路群（アンサンブルメンバー）で、初期状態のわずかな違いによって数日先の台風の位置が大きく変わる。

一方、「ブラジルの1匹の蝶の羽ばたきがテキサスで竜巻を引き起こす」かどうかの正否は別にして、バタフライ効果が原因となり長期予測の精度が低下することは現代の気象予報上の問題点として認識されている。ローレンツがバタフライ効果の元となった論文を発表した1963年は数値予報のシミュレーションモデル開発競争が始まったばかりのころで、数値予報を目指す学者や技術者がローレンツの警句を受け止められる状況ではなかった。それから数十年経ち、スーパーコンピュータ技術の発展なども手伝って数値予報が画期的な進歩を遂げ、1週間先・1か月先の予測も目指すようになった結果、ローレンツの警句が数値予報の実際上の問題として重く受け止められるようになったといえる。現在では、バタフライ効果による長期予測精度の低下のため、詳細な予報を行える期間は2週間程度が限界と言われている。数値予報の誤差の主要因は、初期値に含まれる小さな誤差が拡大すること、および数値予報モデルの完全ではないこと、大きく分けてこれら2つだとされている。
バタフライ効果による予測精度の低下を少しでも克服するため、初期値を意図的にわずかに変えた計算を複数行い、それらの計算結果の平均を採用することで精度を高めるアンサンブル予報という手法も開発されている。日本の気象庁では、2021年現在、5日先までの台風予報、1週間先までの天気予報、それより長期の天候予測でアンサンブル予報の手法を活用している。

## ポップカルチャーでの受容
ローレンツの研究、バタフライ効果という用語が与えられる以前からも、バタフライ効果が意味する初期鋭敏性、すなわち非常に小さな事象が因果関係の末に大きな結果につながるという考え方は、フィクション作品の中で多く見られる。グリックは著作の中で、そのような古い例として、童謡マザー・グースの『釘がないので』を挙げている。ローレンツ自身も、講演以前の作品として、ジョージ・リッピー・スチュアートによる1941年の小説『嵐』などで、バタフライ効果を意味するようなセリフやストーリーがあることを例として挙げている。ジャーナリストのピーター・ディザイクス(Peter Dizikes)はボストン・グローブのコラムで、ポピュラーカルチャーの中ではバタフライ効果という用語が「歴史や運命を決定する一見些細な出来事や、因果関係の繰り返しの果てに人生の行き先や世界経済にまで影響を与える最初のきっかけが存在することの意味するメタファー」として愛されていると述べている。グリックも、バタフライ効果という言葉はポピュラーカルチャーでのクリシェになっていったと、2008年の後書きで振り返っている。
一方、ディザイクスは、前述のコラムとマサチューセッツ工科大学のニュースマガジンの中で、ポピュラーカルチャーでのバタフライ効果の引用のされ方を見ると、この言葉が示すところの一側面しか理解されていないおそれを指摘している。ボストン・グローブのコラムでは、仮に蝶のはばたきが連鎖の果てに嵐を起こすとしても、そのような小さな撹乱でも嵐が起きるような場合に何が嵐を起こしたのかをそもそも特定することができるのか?という、ローレンツの仕事が示した「原因と結果」というものを考えるときの新たな視点が伝わらない可能性について懸念を示している。
上記のようにバタフライ効果を作品名としたり、1つの要素として取り入れている作品は多い。バタフライ効果を重要なプロットや設定として掲げている作品、そのように評される作品などに限って以下に示す。
- 『雷のような音』- 1952年のレイ・ブラッドベリによるSF短編小説[56]。2005年には『サウンド・オブ・サンダー』として映画化された。タイムトラベルで過去に戻った主人公が1匹の蝶を殺してしまったことによって歴史が大きく変化するというプロットとなっており、バタフライ効果とよく結び付けられる[57]。バタフライ効果という言葉が生まれる以前の作品だが、ローレンツが聞いたところによると、講演主催者のメリリースはこの小説は知らずに講演タイトルを設定したという[19]。
- 『ジュラシック・パーク』 - 1990年のマイケル・クライトンによるSF小説。登場人物の数学者がバタフライ効果について説明し、物語の行く末を予見する[58]。1993年の映画版でも同様なシーンがあり[59]、当時のカオス理論の流行的広がりを象徴する作品としてよく採り上げられる[60]。
- 『バタフライ・エフェクト』 - 2004年のエリック・ブレスとＪ・マッキー・グルーバー監督のSF映画。過去に戻り、現在・未来を変えようとする主人公を描いた物語で[61]。バタフライ効果がタイトルの由来であり、さらには映画の全体的なモチーフとなっている[62][63]。
- 『ミスター・ノーバディ』 - 2009年のジャコ・ヴァン・ドルマル監督のSFファンタジー映画。超弦理論、ビッグクランチ、エントロピーといった科学理論を映画の構成に取り込んでおり[64]、バタフライ効果も作品の基調の1つで[65]、ストーリー展開の基盤となっている[66]。
- 『あのとき始まったことのすべて』- 2010年の中村航による恋愛小説[67]。物語の最初のきっかけ、物語の広がり方をバタフライ効果に例えて評されている[68][69]。
- 『ZERO ESCAPE 刻のジレンマ』- 2016年のスパイク・チュンソフトによるゲーム。「運命とは残酷なものだ。たった一匹のカタツムリが世界を滅ぼすこともある」というバタフライ効果を意識したセリフが登場する[70]。